# Jon Corzine
Jon Stevens Corzine (Taylorville (Illinois), 1 januari 1947) is een Amerikaans oud-politicus van de Democratische Partij.

## Loopbaan
Corzine was de bestuursvoorzitter en directeur van Goldman Sachs van 1994 tot 1998. In 2000 was hij de kandidaat van de Democratische Partij voor de zetel van de terugtrekkend Democratische senator voor New Jersey Frank Lautenberg. Hij versloeg de Republikeinse kandidaat Bob Franks. In 2005 stelde hij zich verkiesbaar voor het gouverneurschap van New Jersey, nadat een jaar eerder de toenmalige gouverneur, Democraat Jim McGreevey, was afgetreden nadat hij had bekend homoseksueel te zijn en een buitenechtelijke affaire te hebben gehad met een mannelijke medewerker. Corzine won de verkiezing en werd de 54e gouverneur van New Jersey, door de Republikeinse kandidaat, Doug Forrester, te verslaan. Waarnemend gouverneur en mede-Democraat Richard Codey was niet verkiesbaar. In 2009 verloor Corzine zijn herverkiezing van de Republikeinse uitdager Chris Christie. Na zijn gouverneurschap keerde Corzine terug naar de zakenwereld en werd bestuursvoorzitter en directeur van het aandelenbedrijf MF Global. Dat bedrijf ging in 2011 failliet.
- Gemeinsame Normdatei: 1189748576
- International Standard Name Identifier: 0000 0000 4464 7691
- Library of Congress Control Number: no2006088135
- Biographical Directory of the United States Congress: C001042
- Virtual International Authority File: 66230487
- WorldCat: E39PBJqk8jGXWXVy9FKh98KGHC